# Ernesto Fonseca Carrillo
Ernesto Fonseca Carrillo, conosciuto con l'alias di Don Neto (Santiago de los Caballeros, 1º agosto 1930), è un criminale messicano, cofondatore del cartello di Guadalajara con Miguel Ángel Félix Gallardo e Rafael Caro Quintero.
Fonseca Carrillo è coinvolto nel traffico di droga dall'inizio degli anni 1970, dapprima in Ecuador, in seguito trasferì le sue operazioni in Messico.
Fonseca è lo zio di Amado Carrillo Fuentes, ex leader del cartello di Juárez.

## Nascita
Ernesto Fonseca Carrillo nacque a Santiago de los Caballeros, nella municipalità di Badiraguato,  nello stato di Sinaloa, in Messico. C'è discordanza tra le fonti sulla sua data di nascita. Secondo la Drug Enforcement Administration (DEA), nacque nel 1942. Secondo altre fonti, invece, nacque il 1º agosto 1930.

## Accuse e arresto
Nel 1982 la Drug Enforcement Administration (DEA) accusò Fonseca di un'operazione di riciclaggio di denaro a San Diego. Prima che la DEA ricevesse il permesso di intercettare i telefoni dove si pensava che Fonseca si stesse nascondendo, fuggì in Messico. Il 7 aprile 1985, Fonseca fu localizzato in Puerto Vallarta dall'Ejército Méxicano, la sua villa fu circondata, e si arrese.
In seguito, Fonseca fu collegato a, e ammise di fare parte di, eventi legati all'omicidio del 1985 di Kiki Camarena, l'agente della DEA che fu rapito e torturato dal cartello di Guadalajara. Fonseca non ammise di aver ucciso Camarena e affermò che fu indignato dalla tortura dell'agente. Fu trovato colpevole dell'omicidio dal sistema giudiziario messicano e fu condannato a 40 anni di prigione.

### Arresti domiciliari
Fonseca fu trasferito dalla prigione agli arresti domiciliari a luglio del 2016, a causa della sua età avanzata e salute cagionevole, a circa nove anni dalla fine della condanna di 40 anni.
Nel 2017 Fonseca riottiene la totale libertà.

## Nella cultura di massa
Fonseca-Carrillo è interpretato da Joaquín Cosío in Narcos: Messico.